# Aluminiumhydroxychlorid
Aluminiumhydroxychlorid ist ein Stoffgemisch von Salzen bestehend aus Aluminium (Al), Chlor (Cl) und Hydroxid (OH) mit der Zusammensetzung AlnCl(3n−m)(OH)m, beispielsweise Al2Cl(OH)5. Sie werden in der Regel als Gemisch praktisch nicht isolierbarer Einzelverbindungen produziert und eingesetzt, beispielsweise in schweißreduzierenden Kosmetik- und Körperpflegeprodukten, sowie in der Abwasserbehandlung.

## Verwendung

Probe von Aluminiumtrichlorid-Hexahydrat

Das Hexahydrat des Aluminiumchlorids findet auf Grund seiner stark adstringierenden Wirkung in der Textil- und Seifenindustrie Verwendung, wo es unter anderem der Herstellung von antiseptischen Mitteln oder Deodorants dient. Gegen leichte Entzündungen im Rachenraum werden Aluminiumchlorid- oder Aluminiumchlorat-haltige Lösungen zum Gurgeln angeboten. Es ist in Apotheken frei verkäuflich.
Aluminiumhydroxychlorid ist als „High Production Volume Chemical“ eingestuft. Das Substanzgemisch wird unter anderem in der Papier- und Textilindustrie sowie in der Wasseraufbereitung als Flockungs- und Sedimentationsmittel sowie in der Kosmetikindustrie als Antitranspirant eingesetzt.

### Flockungsmittel
Wasserhaltiges Aluminiumchlorid bildet polymere Strukturen, die als Polyaluminiumchlorid (PAC) bekannt sind. Es gilt als effektives kombiniertes Flockungsmittel und Fällungsmittel, mit dem eine Reihe gelöster Stoffe in den ungelösten Zustand überführt und sehr unterschiedliche Arten von Schwebstoffen aus wässrigen Lösungen entfernt werden können. Polymere Aluminiumchloride werden seit den 1970er Jahren u. a. im Rahmen der Aufbereitung von Betriebswasser, Trinkwasser, Abwasser und Schwimmbeckenwasser als Flockungsmittel und Fällungsmittel eingesetzt. In Europa haben PAC aufgrund technischer und wirtschaftlicher Merkmale das damals übliche Aluminiumsulfat im Bereich der Trinkwasseraufbereitung ersetzt. Außerhalb Europas hingegen ist die Verbreitung gering.

### Antitranspirant (Schweißhemmer)
Aluminiumhydroxychlorid kann in bestimmten Konzentrationen durch lokales Auftragen gegen übermäßiges Schwitzen benutzt werden und dient daher auch als Wirkstoff in vielen Deos bzw. Antitranspirants. Aluminiumchlorid ist ätzend, laut Erfahrungsberichten kann bei richtiger Dosierung jedoch lediglich eine leichte Reizung der Haut auftreten. Um diese zu lindern, sind den meisten Antitranspirants Glycerin oder Pflanzenextrakte beigesetzt.

## Wirkung und Gefahren
Auf die Haut aufgebracht, verengt Aluminiumchlorid-Hexahydrat durch Wasserentzug und teilweise Denaturierung von Proteinen der Hautzellen die Poren und vermindert so die Schweißbildung. Aluminiumhydroxychlorid kann als Nebeneffekt zu Hautreizungen, Entzündungen der Drüsen und Granulomen führen. Die Bildung eines Ekzems („Deo-Ekzem“) und die Entwicklung einer dauerhaft allergischen Reaktion sind möglich. Als Auswirkungen von Aluminiumhydroxychlorid in Deodorants haben sich in langjährigen Beobachtungen geringe Anzeichen von Hautreizungen ergeben.

## Toxikologie
Aluminiumhydroxychlorid wurde 2014 von der EU gemäß der Verordnung (EG) Nr. 1907/2006 (REACH) im Rahmen der Stoffbewertung in den fortlaufenden Aktionsplan der Gemeinschaft (CoRAP) aufgenommen. Hierbei werden die Auswirkungen des Stoffs auf die menschliche Gesundheit bzw. die Umwelt neu bewertet und ggf. Folgemaßnahmen eingeleitet. Ursächlich für die Aufnahme von Aluminiumhydroxychlorid waren die Besorgnisse bezüglich hoher (aggregierter) Tonnage sowie der Gefahren ausgehend von einer möglichen Zuordnung zur Gruppe der CMR-Stoffe. Die Neubewertung fand ab 2015 statt und wurde von Frankreich durchgeführt.

### Neurotoxizität
Aluminiumchlorid schädigt das Nervensystem. Hochdosiert beeinträchtigt Aluminiumhydroxychlorid die Blut-Hirn-Schranke, kann die DNA beschädigen und besitzt negative epigenetische Effekte. Hohe Dosen von Aluminiumhydroxychlorid haben nachteilige Effekte auf eine Reihe von Arten, wie Primaten, Mäuse, Kaninchen, und Hunde.
Das Bundesinstitut für Risikobewertung (BfR) hat im Februar 2020 eine Stellungnahme veröffentlicht, aus der hervorgeht, dass die menschliche Haut vor allem durch Antitranspirantien wesentlich weniger Aluminiumhydroxychlorid aufnimmt, als zuvor vermutet worden war.

### Studien über Brustkrebs-Risiko durch Aluminiumhydroxychlorid
Aluminiumsalze wie Aluminiumchlorid, Komplexe aus Aluminium-Zirconium-Tetrachlorhydrat („Aluminium Zirconium Tetrachlorohydrex Gly“) und Aluminiumhydroxychlorid in Deodorants als schweißhemmendes Mittel wurden verdächtigt, Brustkrebs auszulösen. Zum einen gibt es eine Häufung im oberen, äußeren Quadranten der Brust, der also in der Nähe des Auftragungsortes von Deodorants liegt. Jedoch liegt auch dort mehr Epithelgewebe vor, ein bevorzugter Entstehungsort des Krebses. Außerdem fand man erhöhte Konzentrationen von Aluminium in Brustkrebs-Gewebeproben von Frauen. Jedoch war der Zusammenhang mit der Entstehung von Brusttumoren unklar und die Aufnahme in die Zellen ungeklärt. Eine Metastudie aus dem Jahr 2008, bei der die bisherigen Untersuchungen über dieses Thema zusammengefasst wurden, kam zu dem Schluss, dass es keine wissenschaftlichen Nachweise für diese Theorie gibt. Das Deutsche Bundesinstitut für Risikobewertung BfR und der Krebsinformationsdienst KID (öffentliches Organ des Deutschen Krebsforschungszentrums DKFZ) sowie internationale Brustkrebsverbände gaben daraufhin 2010 offiziell Entwarnung. Zudem könnte sich umgekehrt Aluminium analog wie andere Metalle (Eisen, Nickel, Chrom und Blei) als Folge der Krebserkrankung in das Gewebe einlagern, und damit nichts zur Krebsentstehung beitragen.
2012 hat die Österreichische Krebshilfe Wolfram Parzefall (ehem. Univ. Prof. für Toxikologie am Institut für Krebsforschung an der Medizinischen Universität Wien) ersucht, das krebserzeugende (kanzerogene) Risiko von Aluminiumchlorid(hexahydrat) als Bestandteil von Deodorantien zu beurteilen, da eine vorausgegangene Publikation (Sappino et al. 2012) unter Laborbedingungen einen möglichen Zusammenhang mit weiblichem Brustkrebs in den Raum gestellt hatte. Diese Laborstudie mit menschlichen Brustzellkulturen wies auf eine zellbeeinträchtigende Wirkung von Aluminiumchlorid hin. Die Zellen zeigten abnormes Verhalten, das mit der ersten Phase einer tumorartigen Veränderung vergleichbar ist. Die in der Studie verwendeten Aluminiumchloride wurden direkt in die Zellkultur injiziert. Die natürliche Barriere der menschlichen Haut blieb dabei unberücksichtigt.
In Parzefalls Beurteilung wird erwähnt, dass die Amerikanische Krebsgesellschaft eine vorsichtigere Einschätzung publiziert hat, die auf die Veränderung von Östrogen-Rezeptoren durch Aluminiumverbindungen hinweist. Diese können durch die Haut aufgenommen werden und zu Veränderungen in Östrogenrezeptoren von Brust-Zellen führen. Da Östrogen sowohl ein Wachstum von Krebs-Brust-Zellen als auch von Nicht-Krebs-Brust-Zellen bewirken kann, haben einige Wissenschaftler darauf hingewiesen, dass die Verwendung von Verbindungen auf Aluminium-Basis in Antitranspirantien ein Risikofaktor für die Entwicklung von Brustkrebs sein könnte. Da bisher aber keine eindeutige Verbindung zu Brustkrebs hergestellt wurde, werden die Forscher weiterhin Aluminiumhydroxychlorid als möglichen Brustkrebs-Risikofaktor im Auge behalten. Für klarere Aussagen sind weitere Studien erforderlich. Insgesamt ist daher laut der Österreichischen Agentur für Gesundheit und Ernährungssicherheit (AGES) zu sagen, dass wohl aufgrund der unterschiedlichen Ergebnisse weiterer Forschungsbedarf gegeben ist, um die Aufnahme von Aluminiumhydroxychlorid nach dermaler Anwendung besser zu verstehen und eine etwaige Rolle von Aluminiumhydroxychlorid bei Brustzellveränderungen abzuklären. Im Sinne eines vorbeugenden Gesundheitsschutzes sollten solche kosmetischen Mittel nicht in die frisch rasierte Achselhöhle eingebracht werden.
In einer Neubewertung aus dem Jahr 2014 bezeichnete das BfR die Studienlage als widersprüchlich. Aluminiumhaltige Antitranspirantien trügen zur Aufnahme von Aluminium in den menschlichen Organismus bei. Es sei wahrscheinlich, dass ein Teil der Bevölkerung bereits über Lebensmittel und andere aluminiumhaltige Produkte die tolerierbare wöchentliche Aufnahmemenge von 1 mg Aluminium je Kilogramm Körpergewicht erreiche. Daher empfahl das BfR auf aluminiumhaltige Deodorants zu verzichten, um die tolerierbare Höchstgrenze nicht zu überschreiten. Ein kausaler Zusammenhang zwischen der erhöhten Aluminiumhydroxychloridaufnahme durch Antitranspirantien und der Alzheimer-Krankheit bzw. Brustkrebs konnte allerdings trotz einer Reihe entsprechender Studien aufgrund der inkonsistenten Datenlage wissenschaftlich bisher nicht belegt werden. 2019 bestätigte das BfR, dass „nicht belegt werden [könne], dass Aluminium ursächlich für eine Krebsentstehung verantwortlich wäre“. Außerdem bekräftigte das BfR, dass Aluminium nach aktuellem Stand der Forschung weder genotoxisch noch kanzerogen sei.
Neuere Untersuchungen sehen mögliche Gefahren für übertrieben an. So gibt der wissenschaftliche Ausschuss Verbrauchersicherheit der EU (SCCS) eine Entwarnung: aluminiumhaltige Antitranspirantien und Kosmetika seien als sicher anzusehen. Auch das Team des Umweltmediziners Hans Drexler hat in einer Studie festgestellt, dass über aluminiumhaltige Deos, zumindest über zwei Wochen, so gut wie kein Aluminium aufgenommen werde. Das BfR schloss sich dieser Bewertung 2020 an.